# 스파티필룸 플로리분둠

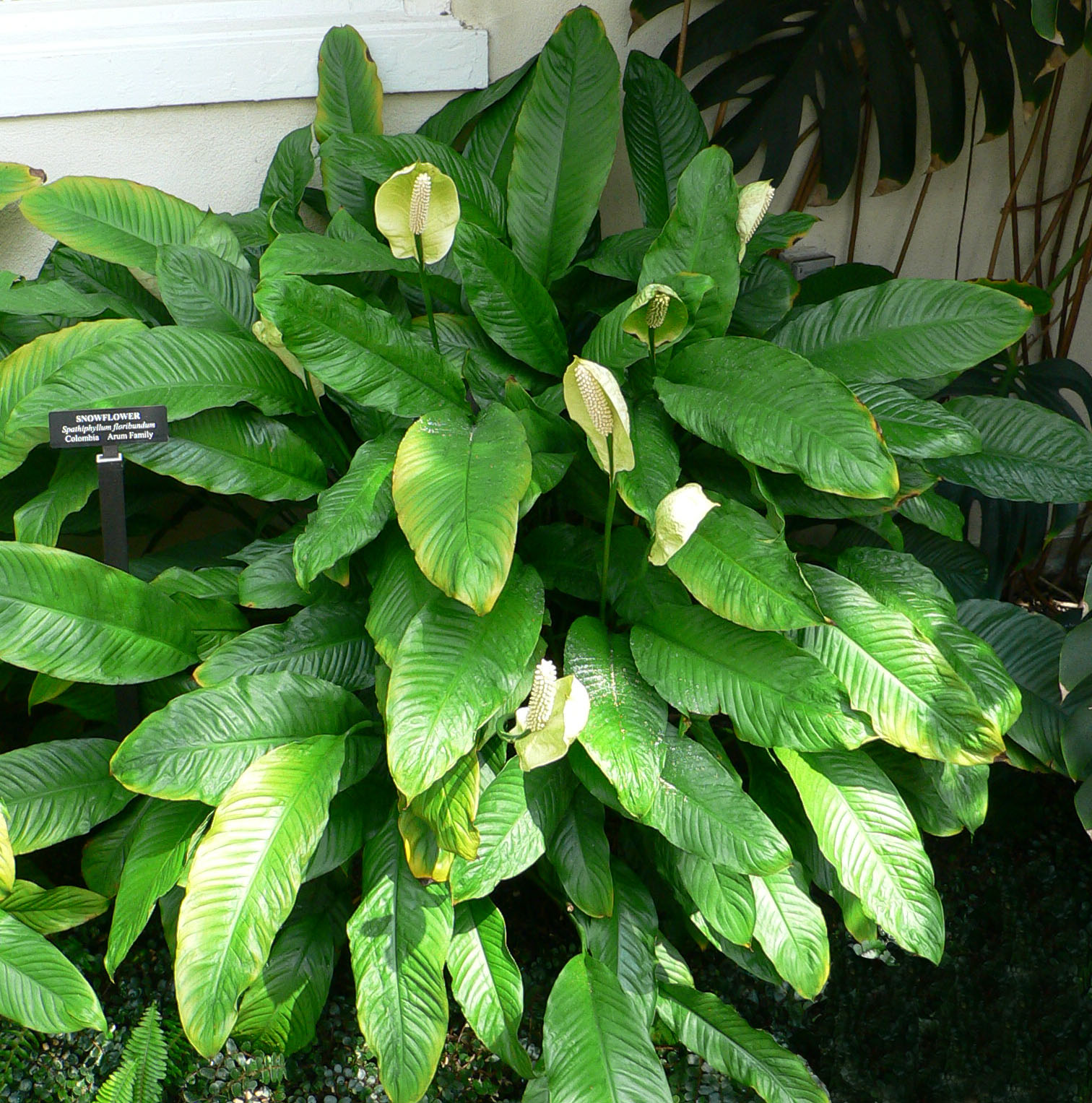
롱우드 식물원의 식물

스파티필룸 플로리분둠(Spathiphyllum floribundum), 눈꽃(snowflower), 평화백합(peace lily) 은 동 베네수엘라와 남 페루 파나마에서 북서부 남아메리카에 피는 천남성과의 속씨식물이다.